# Sørum
Sørum este o comună din provincia Akershus, Norvegia.